# 畠山孝
畠山 孝（はたけやま たかし、1916年9月22日 - 1998年10月29日）は、宮城県議会議長（自由民主党）、唐桑町長。ボート競技（ローイング競技）の選手、指導者。オリンピアン。

## 来歴
宮城県本吉郡唐桑町（現・気仙沼市）鮪立生まれ。旧制気仙沼中（現・宮城県気仙沼高等学校）、早稲田第二高等学院（現・早稲田大学高等学院・中学部）を経て1939年早稲田大学商学部を卒業。
早大在学中、1936年のベルリンオリンピックのかじ付きフォア（三番手）に出場、敗者復活戦で敗退した。前年の1935年の全日本エイト選手権では七番を漕ぎ優勝した。
大学卒業後も南満州鉄道に勤務の傍ら明治神宮大会に優勝。中学時代は柔道部主将、学院からボートを始める。
大学を卒業後、家業の漁業経営に従事し、漁業関係の役職を歴任。1963年から6年間 旧唐桑町長として町勢の発展に尽力。
その後、1971年から5期20年間 県議会議員として県政に参画。1985年には第22代議長に就任。
旧唐桑町名誉町民。1992年勲四等旭日小綬章を受章。